# Parabiobessa ugandae
Parabiobessa ugandae là một loài bọ cánh cứng trong họ Cerambycidae.